# Dringlichkeitsrecht (Schweiz)
Von Dringlichkeitsrecht spricht man in der Schweizerischen Eidgenossenschaft, wenn ein Bundesorgan (Bundesversammlung oder Bundesrat) wegen zeitlicher Dringlichkeit in einem beschleunigten Verfahren vorläufig Recht setzen kann, bevor das ihm übergeordnete Organ (Volk oder Bundesversammlung) darüber definitiv entscheiden kann.
Die Bundesversammlung kann ein Bundesgesetz dringlich erklären und damit sofort in Kraft setzen. Die Möglichkeit eines fakultativen Referendums bleibt bestehen; das im Regelfall die Inkraftsetzung aufschiebende, suspensive Referendum wird aber in diesem Spezialfall zum nachträglichen (abrogativen) Referendum.
Die vorläufige Anwendung eines völkerrechtlichen Vertrages durch den Bundesrat hat dieselbe Wirkung wie eine Dringlicherklärung. Der Vertrag wird dem Parlament und im Falle eines fakultativen Referendums dem Volk nachträglich statt vorgängig zur Genehmigung unterbreitet. Die zuständigen Kommissionen der Eidgenössischen Räte können ihr Veto gegen die vorläufige Anwendung einlegen.
Der Bundesrat kann mit Zustimmung der Finanzdelegation der Eidgenössischen Räte dringliche Verpflichtungskredite und dringliche Nachtragskredite beschliessen, welche der Bundesversammlung erst nachträglich zur Genehmigung unterbreitet werden. Bei diesen Finanzbeschlüssen handelt es sich um Dringlichkeitsrecht, das auch ausserhalb von Notlagen angewendet wird. Weil Notverordnungen des Bundesrates in bestimmten Situationen nur zusammen mit solchen Finanzbeschlüssen umgesetzt werden können, ist es gerechtfertigt, sie in diesem Zusammenhang darzustellen (siehe Notrecht).

## Dringliche Bundesgesetze

### Rechtliche Grundlage

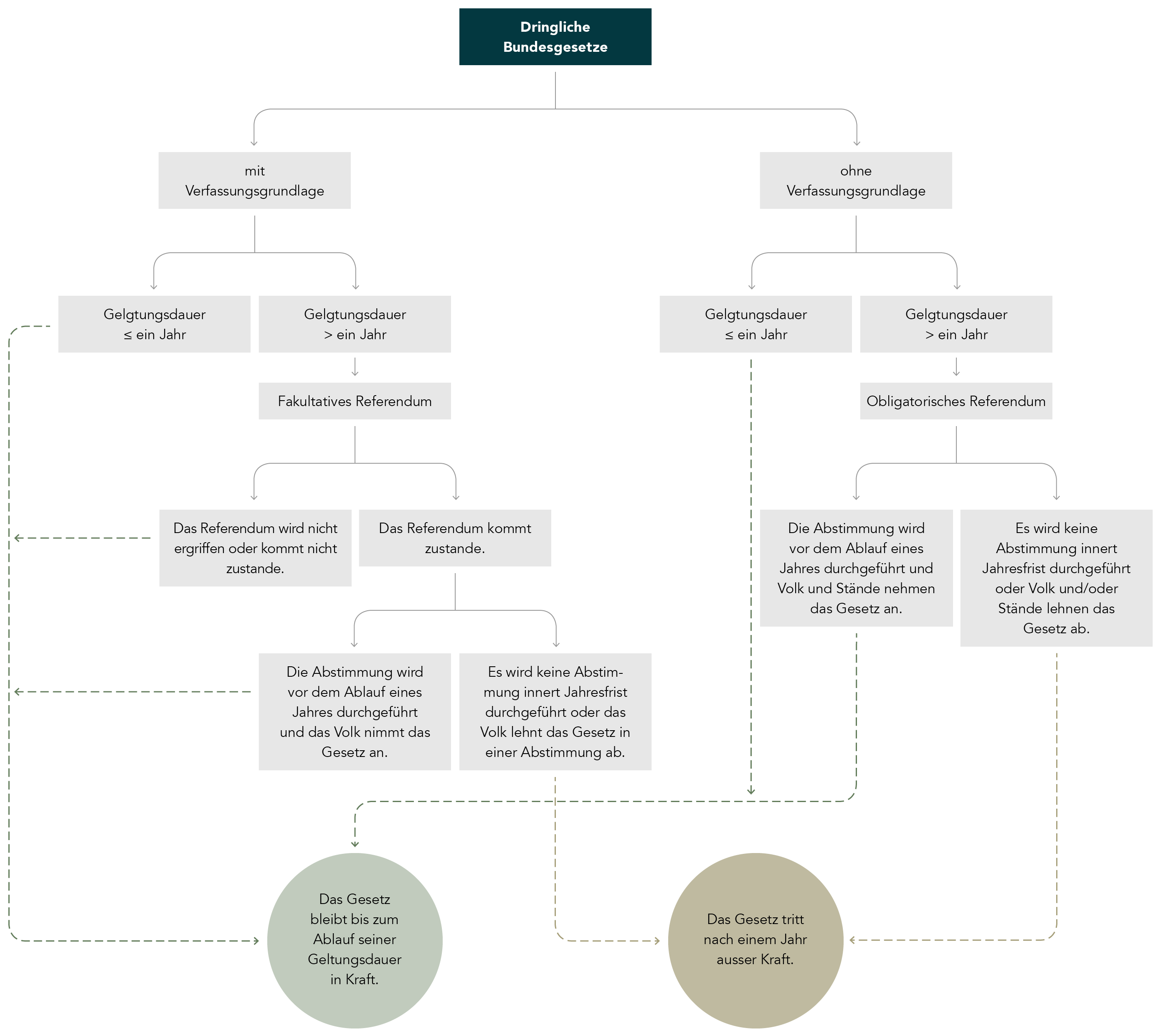
Gesetzgebungsfahren bei dringlichen Bundesgesetzen

Gemäss Art. 165 Bundesverfassung (BV) kann ein Bundesgesetz, «dessen Inkrafttreten keinen Aufschub duldet, von der Mehrheit der Mitglieder jedes Rates dringlich erklärt und sofort in Kraft gesetzt werden». Im ordentlichen Gesetzgebungsverfahren mit seinem suspensiven Referendum kann ein Gesetz frühestens vier Monate nach seiner Annahme durch das Parlament in Kraft gesetzt werden, falls die Referendumsfrist von 100 Tagen unbenützt abläuft. Es ist aber grundsätzlich immer mit dem Zustandekommen eines Referendums zu rechnen. Tritt dieser Fall ein und muss folglich eine Volksabstimmung durchgeführt werden, so kann die Inkraftsetzung erst zehn bis zwölf Monate nach der Annahme des Gesetzes durch das Parlament erfolgen. Mit der Dringlicherklärung eines Gesetzes weicht die Bundesversammlung von der normalen demokratischen Kompetenzordnung ab. Dies ist nur zulässig, wenn zeitliche und sachliche Dringlichkeit besteht. Es müssen nicht wiedergutzumachende Nachteile drohen, falls das Gesetz nicht sofort Geltung erlangen kann. Es muss zudem um rechtspolitisch gewichtige Anliegen gehen. Diese Voraussetzungen sind erfüllt, wenn ein längeres Zuwarten zur Gefährdung von Polizeigütern (Sicherheit und Ordnung) führt oder den Lenkungszweck des Gesetzes (z. B. dringliche Sparmassnahmen) vereitelt.
Zu Kritik der Staatsrechtslehre gibt Anlass, dass die Politik die Tendenz hat, Dringlichkeit auch dann anzunehmen, wenn sie bloss sachlicher, nicht aber auch zeitlicher Natur ist: «Allein die Notwendigkeit eines Erlasses genügte schon, um ihn sofort in Kraft zu setzen, ungeachtet der Tatsache, dass das Abwarten des Referendumsfrist der Sache nicht geschadet hätte». Problematisch sei auch, «dass man mit der Dringlichkeitsklausel mitunter auch das Referendum vorerst bremsen und Zeit für ein behutsames Eingewöhnen einer neuen Ordnung oder, offen gestanden, Zeit für Experimente schaffen will».
Das parlamentarische Gesetzgebungsverfahren wird für die Behandlung von dringlichen Bundesgesetzen um drei bis vier Monate beschleunigt, indem sie gemäss Art. 85 Parlamentsgesetz (ParlG) in der gleichen Session von beiden Räten behandelt werden, was für nicht dringliche Bundesgesetze nur ausnahmsweise möglich ist.
Nationalrat und Ständerat entscheiden gemäss Art. 77 ParlG über die sogenannte Dringlichkeitsklausel des Gesetzes nach Abschluss der Differenzbereinigung. Für die Zustimmung zu dieser Klausel genügt nicht wie sonst üblich die einfache Mehrheit der an der Abstimmung teilnehmenden Mitglieder eines Rates, sondern es ist die absolute Mehrheit der Mitglieder des Rates erforderlich (101 Mitglieder des Nationalrates und 24 Mitglieder des Ständerates, sofern keine Sitze vakant sind).
Die Geltungsdauer eines dringlichen Bundesgesetzes muss gemäss Art. 165 BV befristet werden. Es wird dem nachträglichen (abrogativen) Referendum unterstellt, wenn es mehr als ein Jahr gelten soll. Kommt das Referendum innert 100 Tagen nach der amtlichen Veröffentlichung des Gesetzes zustande und wird das Gesetz in der Volksabstimmung abgelehnt, so tritt das Gesetz ein Jahr nach seiner Annahme durch die Bundesversammlung ausser Kraft. Dies geschieht ebenfalls, wenn die verlangte Volksabstimmung nicht innert dieser Jahresfrist durchgeführt wird. In diesen Fällen darf die Bundesversammlung nicht erneut ein dringliches Bundesgesetz mit demselben oder ähnlichen Inhalt beschliessen.
Die Bundesversammlung kann gemäss Art. 165 Absatz 3 BV auch ein dringliches Bundesgesetz erlassen, das keine Verfassungsgrundlage hat. In diesem Fall ist das nachträgliche Referendum obligatorischer Natur (d. h., für die Durchführung einer Volksabstimmung müssen nicht zuerst 50’000 Unterschriften gesammelt werden) und es ist die Zustimmung von Volk und Ständen erforderlich.
Dringlichkeitsrecht ist zu unterscheiden von Notrecht. Die Anforderungen an das Notrecht betreffend die zeitliche und sachliche Dringlichkeit sind massiv höher als beim Dringlichkeitsrecht. Notrecht dient zur Bewältigung einer schweren Notlage, in welcher unmittelbar gehandelt werden muss; Dringlichkeitsrecht hilft in diesem Fall nicht, weil das parlamentarische Verfahren einige Wochen beansprucht. Kann ohne schwerwiegende Nachteile so lange zugewartet werden oder handelt es sich nicht um eine schwere Notlage, so ist der Griff zum Notrecht nicht zulässig. In diesen anderen Fällen von zeitlicher Dringlichkeit ist der Weg über die Dringlicherklärung eines Bundesgesetzes zu wählen. Ein dringlich erklärtes Bundesgesetz ist ein durch das demokratisch legitimierte Parlament beratenes und beschlossenes formelles Gesetz wie jedes andere Gesetz; die Mitwirkung des Volkes erfolgt zwar nachträglich, ist aber durch klare Regeln abgesichert.

### Praxis
Das nachträgliche Referendum wurde erst mit der in der Volksabstimmung vom 11. September 1949 angenommenen Volksinitiative «Rückkehr zur direkten Demokratie» eingeführt. Vorher unterlagen dringliche Bundesgesetze (bis zur Inkraftsetzung der heute geltenden Bundesverfassung von 1999 als «allgemeinverbindliche Bundesbeschlüsse» bezeichnet) nicht dem Referendum; bis 1939 mussten sie auch nicht befristet werden. Indem die Bundesversammlung in der Zwischenkriegszeit in starkem Ausmass von diesem Dringlichkeitsrecht Gebrauch machte, wurde die direkte Demokratie erheblich eingeschränkt.
Seit dem 1. Januar 2000 sind 53 dringlich erklärte Bundesgesetze in Kraft getreten (Stand 1. Januar 2025; rund 3,5 % aller Bundesgesetze und dem fakultativen Referendum unterstellten Bundesbeschlüsse). 50 dringliche Bundesgesetze mit Verfassungsgrundlage und einer Geltungsdauer von mehr als einem Jahr wurden dem nachträglichen fakultativen Referendum unterstellt. Gegen vier Gesetze kam ein Referendum zustande; diese Referenden waren in der Volksabstimmung nicht erfolgreich und die Gesetze blieben in Kraft. Zwei dringliche Bundesgesetze mit Verfassungsgrundlage und eines ohne Verfassungsgrundlage hatten eine Geltungsdauer von weniger als einem Jahr und wurden daher nicht dem Referendum unterstellt. Die Jahre 2020 und 2021 brachten eine Häufung von 15 Bundesgesetzen (davon eines ohne Verfassungsgrundlage), welche zur Bewältigung der Covid-19-Krise dringlich erklärt wurden.
Beispiele:
- Nationalrat und Ständerat haben in der ausserordentlichen Session vom 4.–6. Mai 2020 den Bundesrat mit der Annahme gleich lautender Motionen beauftragt, dem Parlament den Entwurf einer gesetzlichen Grundlage zur Einführung der Corona-Warn-App (CoronaProximity-Tracing-App) zu unterbreiten. Der Bundesrat erfüllte diesen Auftrag mit seiner Botschaft vom 20. Mai 2020. Die Eidgenössischen Räte haben die nötige Änderung des Epidemiengesetzes am 19. Juni 2020 angenommen und dringlich erklärt.[8]

- Am 17. Juni 2016 beschlossen die Eidgenössischen Räte eine dringliche Änderung des Krankenversicherungsgesetzes, welche erlaubte, die per 30. Juni 2016 auslaufende Frist für einen Zulassungsstopp für ausländische Ärzte weiterzuführen.[9] Die Dringlichkeit war entstanden, weil die Überführung der befristeten Gesetzesbestimmung in definitives Recht im Rahmen einer umfassenderen Revision des Krankenversicherungsgesetzes am 18. Dezember 2015 vom Nationalrat in der Schlussabstimmung abgelehnt worden war.

- Angesichts der hohen Zahl von Asylgesuchen haben die Eidgenössischen Räte am 28. September 2012 eine dringliche Änderung des Asylgesetzes beschlossen und für den folgenden Tag in Kraft gesetzt.[10] Unter anderem wurden die Voraussetzungen für die Errichtung von Asylunterkünften erleichtert und eine Testphase für eine Beschleunigung der Asylverfahren ermöglicht. Das Referendum gegen diese Gesetzesänderung kam mit 63666 Unterschriften zustande. In der Volksabstimmung vom 9. Juni 2013 wurde das Gesetz mit 78,4 % Ja-Stimmen angenommen. Die Geltungsdauer des Gesetzes war bis zum 28. September 2015 befristet.[11]

## Vorläufige Anwendung von völkerrechtlichen Verträgen

### Rechtliche Grundlage
Das Wiener Übereinkommen über das Recht der Verträge sieht in seinem Art. 25 vor, dass ein völkerrechtlicher Vertrag «bis zu seinem Inkrafttreten vorläufig angewendet» werden kann. In der Schweiz ist der Bundesrat zuständig, völkerrechtlich verbindliche Erklärungen abzugeben. Das innerstaatliche Recht regelt aber, unter welchen Voraussetzungen der Bundesrat diese völkerrechtliche Zuständigkeit wahrnehmen kann.
Gemäss Art. 184 Absatz 2 der Bundesverfassung (BV) ist der Bundesrat zuständig für die Unterzeichnung und Ratifikation der völkerrechtlichen Verträge. Voraussetzung für die Ratifikation und damit die Inkraftsetzung eines Vertrages ist die vorgängige Genehmigung des durch den Bundesrat mit dem Vertragspartner ausgehandelten und unterzeichneten Vertrages durch die Bundesversammlung. Dieser Genehmigungsbeschluss untersteht unter bestimmten Voraussetzungen dem Referendum (Art. 140 Absatz 1 Buchstabe b und Art. 141 Absatz 1 Buchstabe d BV). Diese Genehmigungsverfahren brauchen Zeit. «Wenn die Wahrung wichtiger Interessen der Schweiz und eine besondere Dringlichkeit es gebieten, so kann der Bundesrat die vorläufige Anwendung ohne Genehmigung der Bundesversammlung beschliessen oder vereinbaren» (Art. 7b Abs. 1 Regierungs- und Verwaltungsorganisationsgesetz RVOG). Die zuständigen Kommissionen der Eidgenössischen Räte können mit übereinstimmendem Beschluss gegen die vorläufige Anwendung ihr Veto einlegen (Art. 152 Abs. 3ter Parlamentsgesetz). Die vorläufige Anwendung endet, wenn der Bundesrat nicht binnen sechs Monaten ab Beginn der vorläufigen Anwendung der Bundesversammlung den Entwurf des Bundesbeschlusses über die Genehmigung des betreffenden Vertrags unterbreitet (Art. 7b Abs. 2 RVOG).
Ein analoges Kommissionenveto ist auch vorgesehen, wenn der Bundesrat einen Vertrag, für dessen Kündigung er die Genehmigung der Bundesversammlung und allenfalls des Volkes einholen muss, dringlich kündigen will (bis Art. 7bbis RVOG).

### Praxis
Die vorläufige Anwendung von völkerrechtlichen Verträgen ist in der Praxis nur selten umstritten. In der jüngeren Vergangenheit haben aber die folgenden beiden Beispiele zu Kritik Anlass gegeben und damit zur Weiterentwicklung der rechtlichen Grundlagen geführt:
- Am 18. Oktober 2001 unterzeichnete der Bundesrat einen «Vertrag zwischen der Schweizerischen Eidgenossenschaft und der Bundesrepublik Deutschland über die Durchführung der Flugverkehrskontrolle durch die Schweizerische Eidgenossenschaft über deutschem Hoheitsgebiet und über Auswirkungen des Betriebes des Flughafens Zürich auf das Hoheitsgebiet der Bundesrepublik Deutschland». Der Vertrag hätte eine stärkere Lärmbelastung im näheren Umkreis von Zürich zur Folge gehabt, was in der Schweiz Opposition hervorrief (siehe Fluglärmstreit zwischen der Schweiz und Deutschland). Der Vertrag wurde bereits vorläufig angewendet, bevor er der Bundesversammlung zur Genehmigung unterbreitet wurde. Die Eidgenössischen Räte lehnten die Genehmigung ab, der Nationalrat am 19. Juni 2002, der Ständerat definitiv am 18. März 2003.[12] In der Folge wurde der Bundesrat mit der Änderung vom 8. Oktober 2004 des Regierungs- und Verwaltungsorganisationsgesetzes verpflichtet, die zuständigen Kommissionen vor der vorläufigen Anwendung eines Vertrages zu konsultieren. Diese Konsultation hatte keinen bindenden Charakter.[13]

- Im Frühling des Jahres 2010 beschloss der Bundesrat entgegen ablehnender Stellungnahmen der zuständigen Kommissionen die vorläufige Anwendung eines Vertrages mit den USA betreffend die Amtshilfe in Sachen UBS AG. Kunden der UBS mit Beziehungen zur USA waren durch diesen Vertrag in ihren Rechten stark betroffen. Dieser Vorgang war der Auslöser für die Einführung der Möglichkeit eines «Kommissionenvetos»[14] gegen eine vorläufige Anwendung mit der Gesetzesänderung vom 26. September 2014.[15]

## Dringliche Finanzbeschlüsse
Siehe den Abschnitt Dringliche Finanzbeschlüsse im Artikel Notrecht.